# ماهابو (ووهیپنو)
ماهابو (به لاتین: Mahabo) یک منطقهٔ مسکونی در ماداگاسکار است که در وهیپنو واقع شده‌است. ماهابو ۴٬۰۰۰ نفر جمعیت دارد و ۱۴ متر بالاتر از سطح دریا واقع شده‌است.